# Chronologie starověkých íránských dějin
Chronologie starověkých íránských dějin zachycuje nejdůležitější události na Předním východě mezi lety 559 př. n. l. a 651 n. l.

## Přední východ pod nadvládouAchaimenovců(550–330př. n. l.)
- asi 559 – Achaimenovec Kýros II., syn Kambýsův, přebírá moc v anšanském království v Párse (Persidě), tvořícím součást médské říše.
- 550/549 – Kýros II. poráží médského krále Astyaga (Ištumegu) a dobývá jeho hlavní město Ektabany (dnes Hamadán); vznik perské říše.
- 547 – Kýros vítězí nad lýdským králem Kroisem a obsazuje celou Malou Asii včetně Sard.
- 539 – Kýrova vojska vstupují do Babylónu; chaldejský král Nabonid je zajat.
- 530 – Kýros umírá v boji s Massagety na řece Syrdarja (Jaxartés); nástupcem Kambýsés II.
- 525 – Kambýsés dobývá Egypt; poslední král 26. dynastie Psammetich III. je zajat a později usmrcen.
- 522 – vzpoura mága Gaumáty získává podporu v celé říši; Kambýsova smrt; úspěšný protipuč Achaimenovce Dareia, syna Hystaspova.
- 522/521 – Dareios I. potlačuje revolty, které po Gaumátově zavraždění zachvátily většinu perských držav.
- kol. 515 – Dareios zakládá administrativní centrum achaimenovské monarchie – Persepolis.
- 513–510 – Dareiova neúspěšná výprava proti Skythům; obsazení Thrákie; makedonští králové uznávají perskou svrchovanost; ovládnutí oblastí v povodí Indu.
- 507/506 – Athénští vyslanci nabízejí perskému králi spojenectví.
- 500/499 – 495/494 – vzpoura řeckých obchodních osad v Malé Asii (tzv. iónské povstání) je Peršany potlačena.
- 492 – Dareios I. si znovu podrobuje makedonsko-thrácký prostor; zkáza perského loďstva u Athosu.
- 490 – králův pokus opanovat Athény končí neúspěšně (bitva u Marathónu).
- 486 – Dareios I. umírá, jeho nástupcem Xerxés I.; povstání v Egyptě.
- 481 – Xerxés potlačuje odboj v Babylonii.
- 480–479 – Xerxova výprava proti evropskému Řecku končí vážnými porážkami u Salamíny a Platají.
- 465 – zavraždění Xerxa I. a následníka trůnu Dareia; na perský trůn dosedá mladší Xerxův syn Artaxerxés I.
- asi 449 – tzv. Kalliův mír mezi Athénami a perskou říší (jeho historicita je sporná).
- 424–423 – dynastické otřesy po smrti Artaxerxa I. vynášejí k moci králova levobočka Dareia II. (Ócha).
- 423–404 – Dareios II. získává opět kontrolu nad Malou Asií; během peloponnéské války podporuje (především finančně) Spartu.
- 404 – vlády se ujímá Dareiův syn Artaxerxés II.; povstání v Egyptě vede k odtržení této důležité provincie.
- 401 – v bitvě u Kunax je usmrcen Artaxerxův bratr Kýros Mladší, který se s pomocí řeckých žoldnéřů pokoušel ovládnout perskou říši; najatým Řekům se po strastiplné cestě podaří dostat domů (anabáze).
- 399–387 – válka s Řeky.
- 387/386 – v tzv. královském (či Antalkidově) míru Řekové s konečnou platností uznávají perské právo na Malou Asii.
- 359 – moc přebírá Artaxerxův syn Artaxerxés III., jemuž se v letech 343/342 podaří znovu ovládnout Egypt; zlikvidována jsou i povstání v Malé Asii a Foiníkii.
- 338–336 – krátká vláda Artaxerxova syna Arsa.
- 336 – Dareios III. z mladší linie rodu (jeho dědem byl Dareios II.) dosedá na perský trůn.
- 334 – makedonský král Alexandr III. vstupuje na půdu Malé Asie a poráží perská vojska na řece Gráníku.
- 333 – vojska Dareia III. jsou rozdrcena v bitvě u Issu (na hranicích Sýrie a Malé Asie); Alexandr vstupuje do Foiníkie.
- 332 – Alexandr dobývá Egypt.
- 331 – bitva u Gaugamél končí útěkem Dareia III.
- 330 – Alexandr Veliký plení Persepolis; zavraždění Dareia III. na popud bakterského satrapy Béssa; konec achaimenovské říše.

## Přední východ pod nadvládou Makedonců (330– cca140př. n. l.)
- 330–323 – Alexandr Veliký dobývá východní Írán a oblasti v povodí Indu; prezentuje se jako nástupce Achaimenovců.
- 323 – Alexandrova smrt v Babylóně.
- 323–310 – za vlády Alexandrova bratra Filipa III. Arrhidaia (do roku 317) a syna Alexandra IV. spravují říši rychle se měnící koalice makedonských vojevůdců (tzv. diadochů).
- 312 – Alexandrův vojevůdce Seleukos dobývá Babylón a v následujících letech se zmocňuje většiny íránských satrapií; počátky seleukovské říše.
- 306–305 – Seleukos I. přijímá královský titul a uzavírá dohodu s máurjským králem Čandraguptou, v níž mu odstupuje zhruba oblast dnešního Balúčistánu a Afghánistánu.
- 301 – Seleukos ve spolku s jinými diadochy poráží v bitvě u Ipsu Antigona Jednookého, posledního vážného uchazeče o Alexandrovo dědictví; definitivní rozpad Alexandrovy říše.
- 281–261 – vládne Seleukův syn Antiochos I. Sótér; vrchol moci seleukovské říše; hospodářské a kulturní kontakty s máurjskou Indií.
- 261–246 – Antiochos II. Theós; počátky rozkladu seleukovské monarchie.
- kol. 250 – v Baktrii zakládá Diodotos I. tzv. řecko-bakterskou říši; parthský satrapa Andragorás usiluje o nezávislost na Antiochovi II., nachází však smrt v boji s íránským národem Parnů (Aparnů), vedeným náčelníkem Arsakem.
- do 239 – Parnové obsazují celou seleukovskou Parthii (satrapii východně od Kaspického moře) i oblast Hyrkánie; podle první ukořistěné země se jim již velmi záhy říká Parthové; počátky parthské říše s vládnoucí dynastií Arsakovců.
- 230–228 – Parthové odráží protiútok krále Seleuka II.
- 209–206 – Antiochos III. Veliký přechodně obnovuje seleukovskou svrchovanost na východním Íránem; Parthové ztrácejí část svého území.
- po 188 – Parthové využívají porážky Antiocha III. římskými vojsky a rozšiřují své království na jihu a západě.
- 171–139/138 – Arsakovec Mithradatés I. dobývá západní Írán a Mezopotámii; na východě padá do parthských rukou část řecko-bakterské říše; seleukovský protiútok za Demetria II. končí roku 139 neúspěšně; parthský vladař užívá starý achaimenovský titul král králů.

## Přední východ pod nadvládouParthů(cca140př. n. l. –224n. l.)
- 139/138–128 – Fraatés II. parthským králem; poslední seleukovský útok na Mezopotámii je roku 129 odražen (smrt krále Antiocha VII.); seleukovská říše je v podstatě omezena na Sýrii a přilehlé kraje.
- kol. 130 – řecko-bakterská říše zaniká v souvislosti s rozsáhlou migrací ve Střední Asii, kterou vyvolal národ označovaný v čínských pramenech jako Jüe-č’.
- po 129 – zimní rezidencí parthských králů se stává město Ktésifón na Tigridu, jihovýchodně od dnešního Bagdádu.
- 128–124/123 – Parthové svádějí těžké boje s migrujícími stepními národy na severovýchodě; na bitevním poli postupně umírá jak Fraatés II., tak i jeho nástupce Artabanos I.
- 124/123–88/88 – v parthské říši vládne Mithradatés II.; upevnění velmocenského statutu arsakovské monarchie, pokusy o dobytí Arménie; Mithradatův vyslanec Orobazos se roku 96 setkává s kilikijským propraetorem Luciem Corneliem Sullou – první přímé kontakty mezi Parthy a Římany.
- 69/66 – Parthové uzavírají dohodu se zástupci římské republiky Luciem Liciniem Lucullem a Gnaeem Pompeiem; hranicí mezi oběma říšemi je horní tok Eufratu.
- 64 – konec seleukovské říše; Sýrie římskou provincií.
- 58/57–38 – Oródés II. parthským králem; na počátku vlády bojuje o trůn s bratrem Mithradatem III.
- 53 – římský triumvir Marcus Licinius Crassus porušuje dohody z let 69/66 a vpadá na území parthské říše; Oródův vojevůdce Súrén uštědřuje útočníkům zdrcující porážku v bitvě u Karrh; Crassova smrt, Římané ztrácejí zhruba 30 000 mužů.
- 52–51 – Parthové útočí na Sýrii, jsou však poraženi v bitvě u Antigoneie; smrt Oródova vojevůdce Ósaka.
- 44 – římský diktátor Gaius Iulius Caesar plánuje tažení proti Parthům, výpravě zabrání jeho zavraždění v senátu.
- 41–38 – Oródův syn Pakoros a jeho římský republikánský spojenec Quintus Labienus přechodně dobývají Sýrii a část Malé Asie; Ktésifón se definitivně stává hlavním městem arsakovské monarchie.
- 38 – v bitvě u Gindaru poráží římský vojevůdce Gaius Ventidius Bassus parthské vojsko; Pakorova smrt; Oródés ztrácí zhruba 20 000 bojovníků.
- 38–3/2 – Fraatés IV., syn Oródův, parthským králem; vládu si snaží pojistit vyvražděním svých třiceti bratrů.
- 36 – Antoniův útok na Arménii a dnešní perský Ázerbájdžán Parthové navzdory dynastické krizi odrážejí.
- 20 př. n. l. – mírová dohoda mezi Fraatem IV. a císařem Augustem; Parthové vydávají nazpět ukořistěné odznaky Crassových legií a uznávají římskou svrchovanost nad Arménií; Fraatovi čtyři synové jsou posláni do Říma na vychování.
- 4 n. l. – vyhnání krále Fraata V. (Fraataka) vede k dalším dynastickým otřesům.
- 10/11 – parthští velmoži vyvolávají vzpouru proti Vonónovi I., vychovanému v Římě; opozice neutichá ani za Vonónova nástupce Artabana II.; zčásti ji podněcují Římané.
- 38–45 – po Artabanově smrti následují boje o moc mezi Vardanem a Gótarzem II.
- po 51 – parthský král Vologaisés I. využívá dynastických sporů v Arménii a dosazuje na tamní trůn svého bratra Tiridata; výsledkem je konfrontace s Římem.
- 63 – Parthové a Římané uzavírají v Rhandeji dohodu, podle níž se Arménie stává arsakovskou sekundogeniturou pod svrchovaností císaře.
- 66 – císař Nero předává Tiridatovi I. v Římě královský diadém.
- po 72 – vpád Alanů, odpadnutí Hyrkánie a mocenské zápasy po Vologaisově smrti vyvolávají vážnou krizi.
- 108–128/129 – Osroés parthským králem; napětí s Římem kvůli Arménii.
- 113 – parthské poselstvo žádá císaře Traiana, aby potvrdil novým arménským králem Parthamasiria, favorita Osroova. Traianus to odmítá.
- 114 – římské vojsko si podrobuje Arménii.
- 115–116 – Traianus obsazuje Mezopotámii až po Perský záliv a dobývá hlavní město Parthů Ktésifón; vytvoření nových provincií Armenia, Mesopotamia a Assyria; parthská říše je zdánlivě poražena.
- 116/117 – povstání v severní Mezopotámii a nepokoje v římské říši nutí Traiana k návratu; churavý císař umírá ještě za pochodu v Kilikii.
- po 117 – císař Hadrianus se vzdává většiny Traianových výbojů, trvá však na právu Říma dosazovat arménské krále.
- 161–165 – král Vologaisés IV. podniká nový útok na Arménii; zpustošení pohraničních krajů impéria; římský vojevůdce Avidius Cassius vede úspěšný protiútok; druhé dobytí Ktésifóntu; severní Mezopotámie až po Dura Európos je připojena k římské říši.
- 193–194 – během římské občanské války podporují Parthové neúspěšného pretendenta Pescennia Nigra proti Septimiu Severovi.
- 195–198 – císař Septimius Severus vpadá do parthské říše a zřizuje na severu provincii Mesopotamia; třetí dobytí Ktésifóntu; král Vologaisés V. je nucen požádat o mír.
- 208/209 – Peršan Pápak, syn velekněze Sásána, revoltuje proti parthskému vazalskému králi Gózihrovi ve Stachru, zbavuje ho vlády a sám zaujímá jeho místo; počátek sásánovské éry.
- 213 – proti parthskému králi Vologaisovi VI. se pozvedá jeho bratr Artabanos IV.; následují několikaleté boje o trůn.
- cca 213–224 – Ardašír, syn Pápakův, králem ve Stachru; úspěšné války proti sousedním vládcům; ovládnutí Pársy (Persidy) a dalších íránských krajů.
- 216 – římský císař Caracalla pustoší pohraniční kraje parthské říše (zničení arsakovského pohřebiště u Arbél).
- 224 – v bitvě na planině Óhrmazdakán poráží Ardašír parthské vojsko; smrt Artabana IV.; faktický konec arsakovské monarchie.

## Přední východ pod nadvládouSásánovců(224–651n. l.)
- 224–240/241 – Ardašír I. zakládá novoperskou říši; zlomení posledních projevů parthského odporu; přijetí titulu král králů; Sásánovci ovládají všechny arsakovské državy kromě Arménie.
- cca 228–230 – sásánovská vojska vpadají do severní Mezopotámie; neúspěšné obléhání města Hatry, nepříliš vzdáleného od římských hranic.
- 231 – vyjednávání sásánovského poselstva s Římany končí krachem (Ardašír údajně požaduje vydání starých achaimenovských území v Sýrii a Malé Asii).
- 232–233 – boje s římským císařem Alexandrem Severem nevedou k jednoznačnému výsledku.
- 238–239 – Ardašír dobývá římská pohraniční města Nisibis a Karrhy a ohrožuje Dura Európos na Eufratu.
- 240/241–271/272 – Šápúr I., syn Ardašírův, perským králem; jeho prvním krokem je dobytí a rozboření Hatry (smrt tamního krále Sanatrúka II.).
- 243–244 – válka s Římem končí navzdory počátečním potížím příznivě; císař Philippus Arabs se zavazuje k placení tributu.
- 252–253 – Šápúr vyhání Arsakovce z Arménie a pustoší pohraničí římské říše (sásánovský princ Hormizd Ardašír arménským králem).
- 256 – pád posádkového města Dura Európos.
- 260 – v bitvě u Edessy je římské vojsko zcela rozdrceno; císař Valerianus upadá do perského zajetí; Šápúrova jízda plení Sýrii, Kilikii a Kappadokii.
- po 262 – palmýrský vládce Odaenathus zahajuje v zastoupení císaře Galliena protiútok a dvakrát proniká až ke Ktésifóntu; stabilizace poměrů na římsko-perském pomezí.
- 276 – král Bahrám I. dává popravit náboženského reformátora Máního, zakladatele manicheismu; v pozadí exekuce stojí zarathuštrovský duchovní Kartír.
- 276–293 – za vlády Bahráma II. získává Kartír rozhodující vliv na vnitřní politiku monarchie; stává se nejvyšším móbadem, soudcem říše a představeným chrámu ohně ve Stachru, kolébce dynastie; na jeho popud zasahuje král proti jiným věroukám, zvláště proti křesťanství, manicheismu, judaismu a buddhismu.
- 283 – římský císař Carus napadá perskou říši, dobývá Ktésifóntu, brzy nato však umírá a výprava vyznívá do ztracena; potlačení vzpoury Bahrámova bratra Hormizda, místodržitele v Chorásánu.
- cca 286/287 – arménská linie Arsakovců se s římskou pomocí opět zmocňuje svého království.
- 296–297/298 – král Narsé se pokouší dobýt nazpět Arménii, po počátečních úspěších je však poražen Diocletianovým spolucísařem Galeriem a přinucen uzavřít mírovou smlouvu v Nisibis; Římané získávají svrchovanost nad Arménií i Ibérií (Gruzie), město Nisibis na římském území je prohlášeno za středisko obchodu s Východem.
- 309–379 – Šápúr II., vnuk Narsův, perským králem; na trůn dosedá jako nemluvně.
- 316/317 – arménský král Tiridatés III. (IV.) (298–330) přijímá křesťanství (tradiční datum 301 je patrně nesprávné).
- po 330 – Šápúr II. podniká vojenské výpravy proti arabským kočovníkům.
- 338 – Šápúr využívá nespokojenosti pohanské strany v Arménii a obsazuje celou zemi; počátek dlouholetého konfliktu s římskou říší.
- 338–344 – první fáze války s Římem nepřináší výraznější výsledky (neúspěšné obléhání Nisibis, porážka u Singary).
- 340/341 – král se obrací proti perským křesťanům (poprava ktésifóntského biskupa Šimona bar Sabba‘é); křesťané jsou v důsledku náboženské politiky Konstantina I. a jeho nástupců považováni za exponenty Říma.
- 350–358/359 – Peršané musí přerušit konflikt v Mezopotámii a věnovat se obraně svých severovýchodních hranic (boje s hunským kmenem Chionitů).
- 359 – obnovení války s Římem; dobytí města Amidy na horním Tigridu; chionitský král Grumbatés Šápúrovým spojencem.
- 363 – římský císař Iulianus vpadá s 80 000–90 000 muži do perské říše, proniká až ke Ktésifóntu, na zpátečním pochodu je však zabit v bitvě; jeho nástupce Iovianus uzavírá s Šápúrem mír, jednostranně výhodný pro Sásánovce; Římané ztrácejí Nisibis a Singaru a zavazují se, že nebudou podporovat Arménii.
- 377 – faktické rozdělení Arménie na (menší) římskou část a (větší) část perskou (příslušná dohoda je uzavřena v průběhu osmdesátých let).
- 399–421 – vládne nábožensky tolerantní Jazdkart I., v perské tradici označovaný jako Jazdkart Bazegar (Hříšník).
- po 400 – Sásánovci válčí s různými nomádskými kmeny na Východě (především s tzv. Hefthality či Bílými Huny).
- 410 – král Jazdkart povoluje křesťanům konání celoperského církevního koncilu v Seleukii; jeho účastníci přijímají závěry koncilu nikajského.
- před 421 – křesťanští radikálové ničí zarathuštrovský chrám ve městě Hormizd-Ardašír v dnešním Chúzistánu; na nátlak mágů zahajuje Jazdkart nové pronásledování.
- 421–422 – král Bahrám V., syn Jazdkartův, vede válku s východořímským císařem Theodosiem II. (408–450); po uzavření míru se obě strany zavazují, že svým poddaným křesťanského a zarathuštrovského vyznání zajistí náboženskou svobodu (v případě Theodosia se jedná o ústupek bez praktického významu).
- 427 – Bahrám V. poráží na Východě Hefthality a zabíjí jejich krále.
- 428 – sesazení arménského vazalského krále Ardašíra (Artaxia IV.) – od té doby Arménie spravována místodržiteli.
- 439–457 – Jazdkart II. perským králem; zásahy do života židovských obcí v říši.
- 442 – po krátké válce uzavírá Jazdkart mír s Theodosiem II. (zachování statu quo).
- 450/451 – snaha Jazdkartova ministra Mihra Narsé prosadit v Arménii zarathuštrismus vyvolává vzpouru; sásánovským vojskům se ji podaří potlačit.
- 459 – po dvouletých bojích o moc dosedá Péróz I. na perský trůn; první roky jeho vlády jsou ve znamení katastrofálního sucha.
- 466–469 – válka s hefthalitským králem Ašnavázem končí těžkou porážkou Sásánovců; král i jeho syn Kavád upadají do zajetí, z něhož jsou propuštěni až za vysoké výkupné.
- 481/482–484 – při nové válce s Hefthality je sásánovské vojsko zničeno a král Péróz zabit; Peršané se zavazují k placení tributu.
- 484 – církevní koncil v Gundéšápúru vyhlašuje nestoriánskou formu křesťanství za závaznou pro věřící v perské říši.
- 484–488 – státní záležitosti za vlády krále Valgaše řídí velmož jménem Sóchrá.
- 488 – s pomocí Hefthalitů a Sóchry se stává králem Pérózův syn Kavád I.; jeho cílem v prvních letech vlády je oslabení moci vlivných šlechtických rodin (využití rivality mezi Káry vedenými Sóchrou a Mihrány v čele se Šápúrem).
- 494/495 – za podpory Šápúrovy posílá Kavád Sóchru na popraviště.
- 494/495–496 – lidový kazatel Mazdak, hlásající myšlenky spravedlivého rozdělení majetku, získává krále pro svou věc; při následných mazdakovských bouřích je oloupeno velké množství šlechticů a vydrancovány jejich statky.
- 496 – velmoži zbavují Kaváda I. vlády a odsuzují ho k doživotnímu vězení v „Pevnosti zapomenutí“ v Chúzistánu; Kavád odtud prchá k Hefthalitům.
- 496–499 – Kavádův bratr Zámásp perským králem.
- 499 – vojsko Hefthalitů dosazuje Kaváda I. opět na trůn; Mazdak obnovuje svůj vliv u dvora.
- 503–505/506 – Kavád podporovaný vojskem Hefthalitů bojuje s východořímským císařem Anastasiem I.; po zaplacení vysoké částky získávají Byzantinci dobytá území nazpět.
- cca 506–516 – útoky nomádských kmenů na severovýchodní hranice říše.
- po 520 – pod vlivem prince Husrava se zhoršuje králův vztah k Mazdakovi a jeho stoupencům.
- 522/523 – Kavád žádá císaře Justina I., aby adoptoval prince Husrava, vyhlédnutého dědice trůnu; opatření má zajistit spojence pro případ, že by o vládu usiloval jiný z královských synů; Byzantinci žádost odmítají.
- 527/528 – počátek nové války s Byzancí.
- 528/529 – Kavád I. dává zahubit Mazdaka a jeho čelné přívržence; mazdakismus místy v Íránu přežívá až do dob arabské nadvlády.
- 531–579 – Husrav I. Anóšarván perským králem; rozsáhlé reformy daňového systému a vojska, částečné odškodnění osob postižených mazdakovskými bouřemi.
- 532 – „věčný mír“ s východořímským císařem Justinianem I.
- 540 – Husrav porušuje mírovou dohodu s Byzancí a vpadá do Sýrie; vyplenění Antiochie nad Orontem.
- 545 – Peršané a Byzantinci sjednávají příměří na pět let; císař je nucen zaplatit Husravovi 2000 liber zlata.
- 548 – obnovení války císařem Justinianem I.
- 556–557 – Husrav a Justinianus uzavírají příměří, aniž by kterákoli ze stran dosáhla výraznějšího zisku.
- cca 557–560 – perský král ve spojení s tureckým vládcem Istämim vyvrací říši Hefthalitů; severní část získávají Turci, državy na jih od Amudarji Sásánovci.
- 561 – uzavření „padesátiletého“ míru mezi Byzancí a Persií; císař slibuje, že bude Husravovi ročně platit 30 000 zlatých, král naopak zaručuje náboženskou svobodu perským křesťanům.
- 570 – sásánovská vojska dobývají na Habeši Jemen a zřizují zde perský vazalský stát; narození proroka Muhammada v Mekce.
- 572 – císař Justinus II. porušuje mírovou dohodu z roku 561 a neúspěšně obléhá Nisibis; počátek vleklé persko-byzantské války, neustále přerušované vyjednáváním.
- 579–590 – Hormizd IV., syn Husravův, perským králem; tvrdé zásahy proti šlechtě a kněžstvu (údajně 13 600 poprav); válka s Byzancí pokračuje.
- 588–589 – turecký král Šáva vpadá do perské říše, je však poražen vojevůdcem Bahrámem Čóvénem a v boji zabit.
- 590 – Bahrám Čóvén revoltuje proti králi a táhne na Ktésifón; převrat v hlavním městě vynáší nakrátko k moci prince Husrava, syna Hormizdova, ale Bahrám jeho jednotky poráží a dává se korunovat na krále jako Bahrám VI.; Husrav prchá k Byzantincům.
- 591 – s pomocí vojsk císaře Maurikia vítězí Husrav nad Bahrámem Čóvénem a přebírá vládu v zemi; Bahrám odchází do exilu k Turkům, kde je brzy nato zavražděn.
- 591–628 – Husrav II. Parvéz perským králem; na severovýchodě říše zakládá jeho strýc Vistám separatistický státní útvar a vládne tam zhruba do roku 600 jako samostatný panovník.
- 597/598 – sásánovská vojska svádějí boje s různými etniky na východě.
- 602 – Husrav II. zajímá an-Nu‘mána III., vládce lachmovského státu na pomezí perské Mezopotámie, a dává ho usmrtit; lachmovská monarchie do té doby tvořila nárazníkové pásmo mezi perskou říší a Arábií.
- 603 – zavraždění císaře Maurikia (602) slouží Husravovi jako záminka, aby zahájil válku s Byzancí a vystupoval v ní jako císařův mstitel.
- 604 – první lokální střetnutí mezi Peršany a arabskými kmeny končí pro Sásánovce porážkou (bitva u Dhú Káru).
- kol. 605 – sásánovská vojska dobývají na Byzanci Edessu, Amidu, Mardin a Aleppo (Berroiu).
- 610 – při převratu v Byzanci je usmrcen původce Maurikiovy smrti císař Fokas; nový císař Herakleios Peršanům neúspěšně nabízí mír.
- 611–619 – Husrav II. dobývá na Byzanci Sýrii, velkou část Malé Asie i Egypt; posvátná křesťanská relikvie – svatý Kříž v Jeruzalémě - se stává kořistí Peršanů.
- 622 – císař Herakleios zahajuje byzantský protiútok (výprava do Arménie); na Arabském poloostrově odchází prorok Muhammad z Mekky do Medíny (hidžra).
- 623 – Byzantinci se zmocňují města Ganzaku v perském Ázerbájdžánu.
- 626 – Husravův pokus dobýt ve spolku s Avary Konstantinopol končí nezdarem.
- 627 – císař Herakleios poráží sásánovského vojevůdce Ráhzáda u Ninive.
- 628 – pád Dastagerdu, oblíbené královy rezidence; útěk Husrava II., jeho sesazení a zavraždění; mír mezi Herakleiem a novým králem Kavádem II. Šéroé – Peršané musí vyklidit všechny dobyté byzantské državy.
- 628–630 – po smrti Kaváda II. vládne jeho nezletilý syn Ardašír III.
- 630–633 – převrat zosnovaný vojevůdcem Šahrvarázem způsobuje těžké vnitřní zmatky; v různých částech říše se krátkodobě ujímají moci jednotliví členové sásánovského rodu.
- 630/631 – definitivní mír mezi Byzancí a Persií; vrácení svatého Kříže.
- 632 – prorok Muhammad umírá v Medíně; většina Arábie pod muslimskou kontrolou.
- 633–651 – Jazdkart III., vnuk Husrava II., perským králem.
- 634 – arabské poselstvo vyzývá krále Jazdkarta, aby buď přestoupil k islámu, nebo platil chalífu Umarovi tribut; Jazdkart to odmítá.
- 636/637 – Arabové vpadají do Mezopotámie a porážejí sásánovská vojska v bitvě u Kádisíje; pád Ktésifóntu.
- 637–640 – arabská vojska postupně pronikají do íránských krajů.
- 638 – Jazdkart III. posílá vyslance k čínskému dvoru, aby získal spojence proti Arabům; jednání jsou bezvýsledná.
- 642 – v bitvě u Nehávandu v Médii je sásánovské vojsko rozdrceno; Jazdkart III. prchá dále na východ.
- 650/651 – Arabové vstupují do Chorásánu na východě perské říše.
- 651/652 – násilná smrt Jazdkarta III. znamená faktický konec sásánovské monarchie; králův syn Péróz (III.) se s čínskou pomocí pokouší znovu dobýt Chorásán.
- 672 – Péróz umírá na čínském dvoře.